# Last Days of the Rain Machine
Last Days of the Rain Machine is het vierde soloalbum van Adrian Borland.

## Geschiedenis
Het album verscheen in 2000, 1 jaar na Borlands dood. Het was het eerste album in een reeks albums die na zijn dood werden uitgebracht. De nummers van het album wilde Borland in leven nooit uitbrengen. Volgens Carlo van Putten leek het er eerst op dat het album niet uit zou komen, maar Robert Borland, De vader van Adrian Borland, stond er op dat de muziek uitgebracht zou worden. De nummers op het album zijn uitsluitend akoestisch. De opnamedatums verschillen. Een aantal nummers zijn opgenomen vlak voor Borlands dood in 1999. Andere nummers zijn opgenomen in 1994. Deze periodes waren allebei periodes waarin Borland depressief was, waardoor veel melodieën droevig zijn. 

## Hoes en albumtitel
De hoes toont een zwart profiel van Adrian Borland, op een rode achtergrond. In het zwarte profiel zijn ook regendruppels te zien wat verwijst naar de albumtitel. De titel, Last Days Of The Rain Machine was oorspronkelijk voor het album, 700 Miles Of Desert van White Rose Transmission (een van Borlands nevenprojecten) bedoelt. Na Borlands dood werd echter, o.a. vanwege de titeltrack, besloten dit album Last Days Of The Rain Machine te noemen. In het bijbehorende boekje van de CD staan door Simon Heavisides, Rients Bootsma en Carlo van Putten geschreven stukjes over het album en het leven van Borland. 

## Muzikanten
- Adrian Borland - Zang en akoestische gitaar

## Tracklist
Alle nummers zijn geschreven door Adrian Borland.
| Titel                                | Duur |
| ------------------------------------ | ---- |
| 1. Walking In The Opposite Direction | 5:17 |
| 2. Inbetween Dreams                  | 5:12 |
| 3. Valentine                         | 4:35 |
| 4. Wild Rain                         | 2:56 |
| 5. Snakebitten                       | 3:27 |
| 6. Excavation Bones                  | 4:42 |
| 7. Running Low On Highs              | 4:17 |
| 8. Last Days Of The Rain Machine     | 5:07 |
| 9. Four Lonely Hours Away            | 4:06 |
| 10. Dead Guitars                     | 4:35 |
| 11. Hallucinating You                | 3:27 |
| 12. Scales Of Love And Hate          | 4:44 |
| 13. Love Is Such A Foreign Land      | 2:55 |
| 14. Weekender Berliners              | 3:30 |
| 15. Falling Of Your Horse            | 3:15 |
| 16. Downtown                         | 3:57 |
| 17. Tired Man                        | 2:13 |

## Trivia
- Als het nummer, Wild Rain, begint hoor je eerst enkele seconden van het nummer waarin iets fout gaat. Daarna begint Borland opnieuw en begint dus het echte nummer. Naar dit stukje kan de luisteraar alleen luisteren door Valentine door te spoelen naar track 4 of door Valentine af te luisteren tot track 4 begint. Wanneer de luisteraar op normale manier naar een bepaalde track gaat, is dit stukje weggelaten en begint het nummer dus meteen.